# Daniel Durant
Daniel N. Durant (Detroit, 24 dicembre 1989) è un attore statunitense, membro della comunità sorda.
Famoso per aver recitato nel ruolo Leo Rossi nel film CODA - I segni del cuore del 2021.

## Biografia
Nato sordo, è cresciuto nella carriera in Deaf West Theatre. Nel 2015 ha fatto il suo debutto a Broadway nel musical Spring Awakening.

## Filmografia

### Cinema
- CODA - I segni del cuore (CODA) (2021)

### Televisione
- Zack e Cody sul ponte di comando (violinista, 1x10, 2008)
- Switched at Birth - Al posto tuo (Matthew, 16 episodi, 2013-2014)
- You (James Kennedy, 2x6, 2019)